# Monte Aráyat
El monte Aráyat (pampango: Bunduk Aláya) es un estrato volcán potencialmente activo en la isla de Luzón, Filipinas, elevándose a una altura de 1.026 metros. No ninguna erupción registrada del volcán, y su última actividad se remonta probablemente a la época del Holoceno.
El volcán está ubicado en una región agrícola plana a 15° 12′N 120° 45′E. La mitad sur de la montaña, se encuentra dentro del municipio de Arayat, Pampanga, mientras que la mitad norte y la cumbre de la montaña se encuentra dentro de Magalang, Pampanga.